# Jardin botanique de Soroksár
Le Jardin botanique de Soroksár (en hongrois : Soroksári Botanikus Kert) est un jardin botanique situé à Budapest et caractérisé comme une aire naturelle protégée d'intérêt local.